# Meniscomorpha robusta
Meniscomorpha robusta är en stekelart som först beskrevs av Henry Keith Townes, Jr. 1978.  Meniscomorpha robusta ingår i släktet Meniscomorpha och familjen brokparasitsteklar. Inga underarter finns listade i Catalogue of Life.